# 尼格倫角
64°23′S 58°13′W / 64.383°S 58.217°W
尼格倫角（瑞典語：Nygren Point），是南極洲的海岬，位於葛拉漢地的詹姆斯羅斯島西南部，處於布羅姆斯角東南面7公里，在1903年由奧托·努登舍爾德率領的瑞典探險隊發現，現時由南極條約體系管理。